# Carlo Maria Marini
Carlo Maria Marini (ur. 13 marca 1667 w Rzymie, zm. 16 stycznia 1747 nieopodal Genui) – włoski kardynał.

## Życiorys
Urodził się 13 marca 1667 roku w Rzymie, jako syn Gottifreda Mariniego i Marii Francesci Imperiale. Studiował na Uniwersytecie Turyńskim, a następnie podróżował po Europie. Po powrocie do Rzymu, zgodnie z ówczesnym zwyczajem, kupił posadę kleryka, a następnie audytora Kamery Apostolskiej. 29 maja 1715 roku został kreowany kardynałem in pectore. Jego nominacja na kardynała diakona została ogłoszona na konsystorzu 16 grudnia tego samego roku, a potem nadano mu diakonię Santa Maria in Aquiro. Otrzymał dyspensę, z powodu nieposiadania żadnych święceń. W 1726 roku został prefektem Kongregacji ds. Obrzędów i legatem w Romanii. W 1741 roku został protodiakonem, a pięć lat później – legatem w Urbino. Nie zdążył jednak objąć funkcji dyplomatycznej, gdyż wkrótce potem wyruszył do Genui, jednak zachorował i zmarł 16 stycznia 1747 roku.